# Опел манта
Опел манта је аутомобил средње класе немачког произвођача аутомобила Опела, који се производио у две генерације од 1970. до 1988. године. Овај модел је делио исту техничку основу са Опел асконом, али је био намењен различитој групи купаца. Док је аскона била удобан породични аутомобил или компактни караван, манта је била динамичан спортски купе. На тржишту се позиционирала као возило које је одговарало на нове захтеве – негде између класичног купеа и традиционалне лимузине.

## Историјат
Произведене су две серије овог аутомобила:
- Манта А производила се од 1970. до 1975. године.
- Манта Б се у производњи задржала од 1975. до 1988. године.

### Опел манта А (1970–1975)
Почетни модел из линије манти била је 1,2-литарска верзија са 60 КС представљена 1972. године. Манта GT/E имала је премијеру 1973. године с 1,9-литарским S мотором и Бошовим Л-џетроником. Имао је снагу од 105 КС. У понуди су били 1,6-литарски мотори са 68 и 80 КС и 1,9-литарски S мотор који је дошао са спортском мантом SR. 
Манта А је била први Опел с електрониским убризгавањем. Тако опремљен GT/E имао је 15 КС више од 1,9-литарског S мотора. Априла 1975. године, убрзо након дебија манте Б, представљен је последњи специјални модел Black Magic, потпуно црна варијанта с црвено-наранџастим украсним тракама на бочним деловима каросерије. Опел је направио 498.553 примерака манте А.

### Опел манта Б (1975–1988)
Опел манта Б се појавио у августу 1975. године као наследник претходног модела. Производио се као модел са двоја врата. Заснован је на тада рестилизованој Опел аскони, док је на укупан дизајн највише утицаја имао Шевролет монца.
| Бензински мотор | Бензински мотор | Бензински мотор | Бензински мотор | Бензински мотор   | Бензински мотор | Бензински мотор |
| Тип             | Радна запремина | Снага           | Обртни момент   | Максимална брзина | Убрзање 0-100   |                 |
| --------------- | --------------- | --------------- | --------------- | ----------------- | --------------- | --------------- |
| [ 2 ]           | 1584 cm³        | 44 @ 5000       | 103 @ 3000      | 150 km/h          | 17.5 s          |                 |
| [ 3 ]           | 1584 cm³        | 55 @ 5000       | 115 @ 3800      | 163 km/h          | 14              |                 |
| [ 4 ]           | 1897 cm³        | 55 @ 4800       | 135 @ 3000      | 162 km/h          | 14              |                 |
|                 | 1979 cm³        | 79 @ 5400       | 162 @ 3400      | 186 km/h          | 10.3            |                 |
| [ 5 ]           | 1979 cm³        | 92 @ 6000       | 163 @ 4700      | 196 km/h          | 9.3             |                 |
| [ 6 ]           | 2410 cm³        | 100 @ 6000      | 206 @ 4100      | 202 km/h          | 8.8             |                 |
| [ 7 ]           | 2410 cm³        | 106 @ 5200      | 210 @ 3800      | 220 km/h          | 7.5             |                 |